# Mister World Mexico 2024
Mister México 2024  fue la 4.ª edición del certamen Mister México, correspondiente al año 2024, el cual se llevó a cabo  el 16 de marzo de 2024 en la ciudad de Veracruz.  Candidatos de los 32 estados de la república compitieron por el título nacional. Al final del evento, Brian Arturo Faugier Mister World México 2019 de Nuevo León y Luis Carlos Cuadra Mister Supranational México 2023 de Jalisco, entregaron sus títulos a sus sucesores, Alan Salazar Mister World México 2024 de Ciudad de México y Zait Reza Mister Supranational México 2024 de Coahuila.

## Resultados

### Mister Supranational México
| Posiciones                       | Concursante |
| -------------------------------- | --- |
| Mister Supranacional México 2024 | - Coahuila– Zait Reza |
| 1° Finalista                     | - Sonora - Jasiehl Tanoni |
| 2° Finalista                     | - Chiapas - Brian Avelar |
| 3° Finalista                     | - Durango - Kev Leval |
| 4° Finalista                     | - Baja California Sur – Fernando Moreno |
| Top 16                           | - Aguascalientes - Víctor Leyva - Baja California - Eli Zamora - Ciudad de México - Alan Salazar - Colima - Gabriel Ortiz - Guerrero - Bryan Vázquez - Michoacán - Rafael Hernández - Nayarit - Alejandro Rivera - Queretaro - René Roy - San Luis Potosi - Uziel Mireles - Veracruz - Marco Ybarra - Yucatán - Alberto Díaz |

### Mister World México
| Posiciones               | Concursante |
| ------------------------ | --- |
| Mister World México 2024 | - Ciudad de México - Alan Salazar |
| 1° Finalista             | - Veracruz - Marco Ybarra |
| 2° Finalista             | - Colima - Gabriel Ortiz |
| Top 5                    | - Michoacán - Rafael Hernández - Queretaro - René Roy |
| Top 15                   | - Aguascalientes - Víctor Leyva - Baja California – Eli Zamora - Baja California Sur - Fernando Moreno - Chiapas - Brian Avelar - Durango - Kev Leval - Guerrero - Bryan Vázquez - Nayarit - Alejandro Rivera - Sonora - Jasiehl Tanoni - San Luis Potosi - Uziel Mireles - Yucatán - Alberto Díaz |

## Eventos y Retos (Fast-Track)

### Top Model
| Posición | Concursante |
| Ganador  | - Sonora - Jasiehl Tanoni |
| Top 5    | - Chiapas - Brian Avelar - Ciudad de México - Alan Salazar - Coahuila - Zait Reza - Colima - Gabriel Ortiz |
| Top 12   | - Aguascalientes - Víctor Leyva - Baja California Sur - Fernando Moreno - Durango - Kev Leval - Estado de México - Edwin Valdovinos - Guanajuato - Fernando Barrera - Tamaulipas - Fabián Velato - Veracruz - Marco Ybarra |

### Reto en Forma
| Posición | Concursante |
| Ganador  | - Coahuila - Zait Reza |
| Top 5    | - Baja California Sur - Fernando Moreno - Chiapas - Brian Avelar - Ciudad de México - Alan Salazar - Tamaulipas - Fabián Velato                                                     |
| Top 12   | - Colima - Gabriel Ortiz - Durango - Kev Leval - Guerrero - Bryan - Michoacán - Rafael Hernández - Oaxaca - Joshimar Cruz - Quintana Roo - Brandon Millan - Sonora - Jasiehl Tanoni |

### Reto Deportivo
| Posición     | Concursante |
| Ganador      | - Ciudad de México - Alan Salazar |
| 1° Finalista | - Veracruz - Marco Ybarra |
| 2° Finalista | - Chiapas - Brian Avelar |
| Top 8        | - Coahuila - Zait Reza - Guanajuato - Fernando Barrera - Nayarit - Alejandro Rivera - Oaxaca - Joshimar Cruz - Yucatán - Alberto Díaz |

### Carrera 5K
| Posición     | Concursante                                                 |
| Ganador      | - Ciudad de México - Alan Salazar                           |
| 1° Finalista | - Aguascalientes - Víctor Leyva                             |
| 2° Finalista | - Nayarit - Alejandro Rivera                                |
| Top 5        | - Michoacán - Rafael Hernández - Tamaulipas - Fabián Velato |

### Reto Inglés
| Posición | Concursante |
| Ganador  | - Veracruz - Marco Ybarra                                                                                          |
| Top 5    | - Baja California - Eli Zamora - Durango - Kev Leval - Nuevo León - Sergio Polanco - Puebla - Maximiliano Villegas |

### Suprachat
| Posición | Concursante |
| Ganador  | - Queretaro - René Roy |
| Top 4    | - Baja California - Eli Zamora - Veracruz - Marco Ybarra - Zacatecas - Carlos Quezada |
| Top 8    | - Coahuila - Zait Reza - Hidalgo - Eduardo Regnier - Nuevo León - Sergio Polanco - Puebla - Maximiliano Villegas |
| Top 16   | - Aguascalientes - Víctor Leyva - Baja California Sur - Fernando Moreno - Colima - Gabriel Ortiz - Durango - Kev Leval - Guerrero - Bryan Vázquez - Nayarit - Alejandro Rivera - Quintana Roo - Brandon Millan - Sonora - Jasiehl Tanoni |

### Historia de México y Cultura General
| Posición | Concursante |
| Ganador  | - Aguascalientes - Víctor Leyva |
| Top 5    | - Jalisco - Juan Andrade - Michoacán - Rafael Hernández - Tamaulipas - Fabián Velato - Yucatán - Alberto Díaz |
| Top 12   | - Baja California - Eli Zamora - Coahuila - Zait Reza - Guanajuato - Fernando Barrera - Puebla - Maximiliano Villegas - Quintana Roo - Brandon Millan - San Luis Potosi - Uziel Mireles - Tabasco - Ronaldo García |

### Talento
| Posición     | Concursante                       |
| Ganador      | - Yucatán - Alberto Díaz          |
| 1° Finalista | - San Luis Potosi - Uziel Mireles |
| 2° Finalista | - Baja California - Eli Zamora    |

### Hombres de Acción
| Posición | Concursante |
| Ganador  | - Michoacán - Rafael Hernández |
| Top 5    | - Aguascalientes - Víctor Leyva - Nayarit - Alejandro Rivera - Queretaro - René Roy - Zacatecas - Carlos Quezada                                                                                           |
| Top 12   | - Chihuahua - Ricardo Leaños - Estado de México - Edwin Valdovinos - Guerrero - Bryan Vázquez - Jalisco - Juan Andrade - Morelos - Icker Jardon - Quintana Roo - Brandon Millan - Tabasco - Ronaldo García |

## Candidatos
32 candidatos compitieron por el título de Mister Supranational México y Mister World México 2024:
| Estado              | Candidato            | Edad | Estatura |
| ------------------- | -------------------- | ---- | -------- |
| Aguascalientes      | Víctor Leyva         |      |          |
| Baja California     | Eli Zamora           | 29   | 1.77     |
| Baja California Sur | Fernando Moreno      | 28   | 1.92     |
| Campeche            | Ramón Ganzo          |      |          |
| Chiapas             | Brian Avelar         | 24   | 1.86     |
| Chihuahua           | Ricardo Leaños       | 32   | 1.77     |
| Ciudad de México    | Alan Salazar         | 24   | 1.87     |
| Coahuila            | Zait Reza            | 32   | 1.90     |
| Colima              | Gabriel Ortiz        | 25   | 1.86     |
| Durango             | Kev Leval            | 32   | 1.84     |
| Estado de México    | Edwin Valdovinos     | 21   | 1.96     |
| Guanajuato          | Fernando Barrera     | 25   | 1.92     |
| Guerrero            | Bryan Vázquez        | 24   | 1.88     |
| Hidalgo             | Eduardo Regnier      |      |          |
| Jalisco             | Juan Andrade         | 26   | 1.87     |
| Michoacán           | Rafael Hernández     | 31   | 1.82     |
| Morelos             | Icker Jardon         |      |          |
| Nayarit             | Alejandro Rivera     | 30   | 1.80     |
| Nuevo León          | Sergio Polanco       | 29   |          |
| Oaxaca              | Joshimar Cruz        | 29   | 1.83     |
| Puebla              | Maximiliano Villegas | 29   |          |
| Querétaro           | René Roy             | 25   | 1.90     |
| Quintana Roo        | Brandon Millan       | 20   | 1.80     |
| San Luis Potosí     | Uziel Mireles        | 21   |          |
| Sinaloa             | Carlos Ruiz          |      |          |
| Sonora              | Jasiehl Tanoni       | 24   | 1.90     |
| Tabasco             | Ronaldo García       | 31   | 1.83     |
| Tamaulipas          | Fabián Velato        | 25   | 1.94     |
| Tlaxcala            | Antonio Riverón      | 24   | 1.82     |
| Veracruz            | Marco Ybarra         | 27   | 1.83     |
| Yucatán             | Alberto Díaz         |      |          |
| Zacatecas           | Carlos Quezada       | 23   | 1.80     |